# میشل لووی

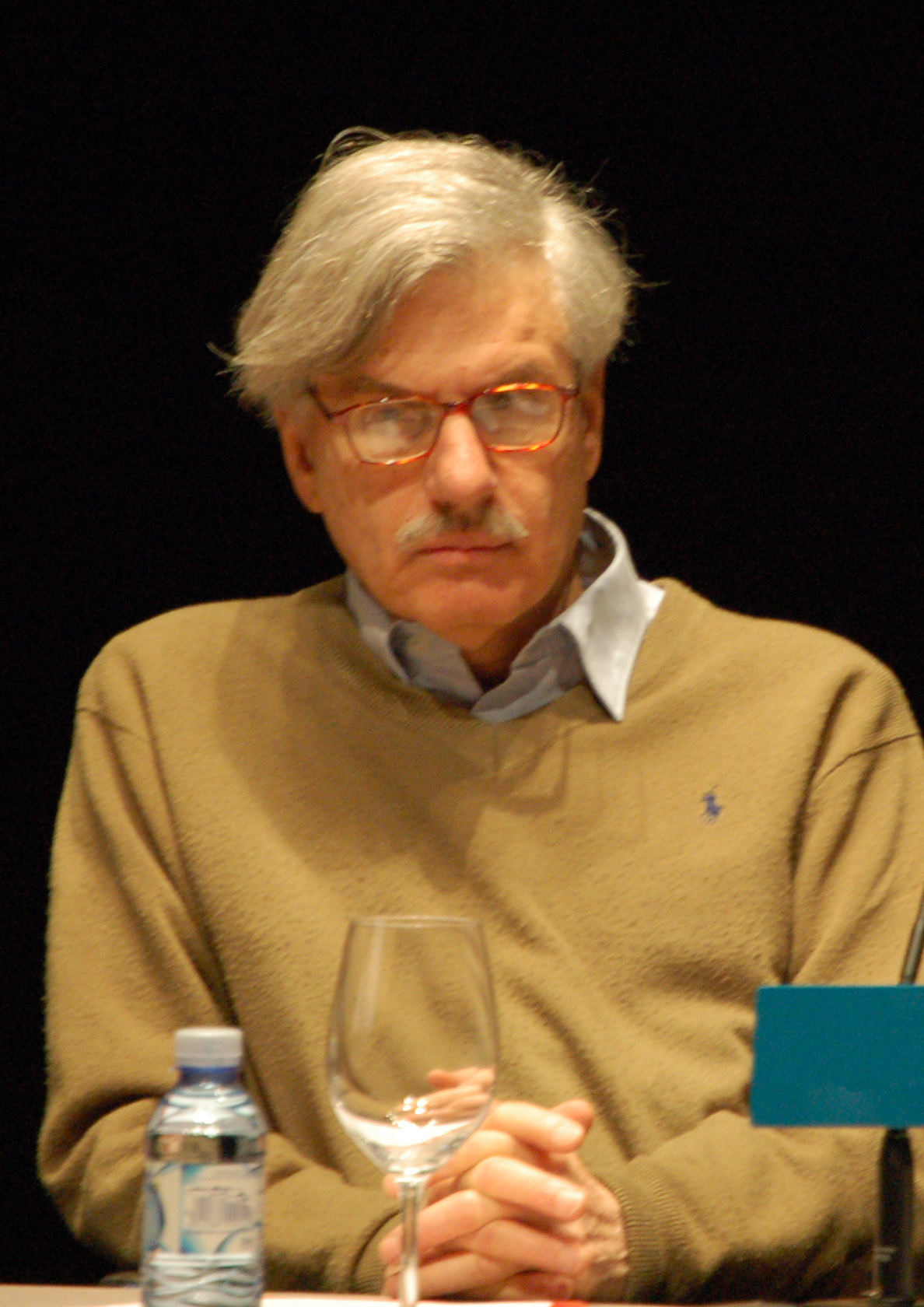
میشل لووی

میشل لووی (متولد ۱۹۳۸ در سائوپائولو) فیلسوف و جامعه‌شناس مارکسیست فرانسوی-برزیلی است. او استاد ممتاز علوم اجتماعی در مرکز ملی پژوهش علمی فرانسه و مدرسه عالی مطالعات علوم اجتماعی است و کتاب‌هایی درباره کارل مارکس، چه گوارا، والتر بنجامین، لوسین گلدمن و فرانتس کافکا نوشته‌است.